# 朱金用
朱 金用（チュ・グミョン、朝鮮語: 주금용、1908年2月15日 - 1984年10月19日）は、日本統治時代の朝鮮および大韓民国の公務員、教育者、政治家。初代慶尚南道議会議員、第4代韓国国会議員を歴任した。

## 経歴
慶尚南道鎮海出身。普成高等普通学校（現・普成高等学校）、延禧専門学校商科（現・延世大学校）卒。朝鮮総督府財務部属官、初代慶尚南道議会議員・文教社会分科委員会委員、鎮海女子高等学校校監、居昌女子中学校校長、米国公報院副処長・院長、国民会昌原支部副委員長、大韓民主輿論協会慶南本部理事などを歴任した。